# Chetonuria
Chetonuria è un termine che si riferisce alla presenza di corpi chetonici (acido acetoacetico, acido β-idrossibutirrico e acetone) nelle urine. La chetonuria conferisce alle urine un caratteristico odore di cloroformio.

## Eziologia e patogenesi
Normalmente la quantità di queste sostanze eliminata con le urine è molto bassa (20–25 mg nelle 24 ore), o nulla, tanto da non essere dosabile con le tecniche usuali. La comparsa di corpi chetonici in grande quantità nelle urine coincide con l'aumento di queste sostanze nel sangue (chetosi), condizione che si instaura quando risulti ridotta la capacità dei tessuti di metabolizzare rapidamente i corpi chetonici e/o vi sia una massiccia utilizzazione dei depositi lipidici presenti nel nostro organismo. Ad esempio, nel diabete tale circostanza si verifica quando la mancanza di insulina non consente all'organismo di utilizzare il glucosio ed esso si trova in condizione di dover utilizzare le sue riserve lipidiche; cosa che avviene anche nel digiuno prolungato, quando le riserve di glucosio scarseggiano; i grassi, dopo essere stati utilizzati, danno luogo ai corpi chetonici come prodotti di scarto finali.

### Complicanze
Il rene, nella sua funzione di "purificatore" del sangue, tende ad eliminare queste scorie acide, che quindi si ritrovano nell'urina.
Se il processo di utilizzazione dei grassi al posto del glucosio non viene fermato in tempo, il rene non è in grado di eliminare questo eccesso e l'accumulo degli acidi diventa estremamente dannoso per l'organismo, arrivando anche a provocare il coma chetoacidosico, con pericolo di morte.

## Esami di laboratorio e strumentali
- Esame delle urine